# 岭澳核电站
岭澳核电站是一个位于中国广东省深圳市大鹏新区大鹏半岛的核电站，在大亚湾核电站以北约1公里，與前者共同構成大亞灣核電基地。它由广东岭澳核电有限公司（岭澳一期）、岭东核电有限公司（岭澳二期）所擁有，並由大亚湾核电运营管理有限责任公司营运。 施工地点的机组的建设被分为第一期阶段和第二期阶段。

## 反应堆

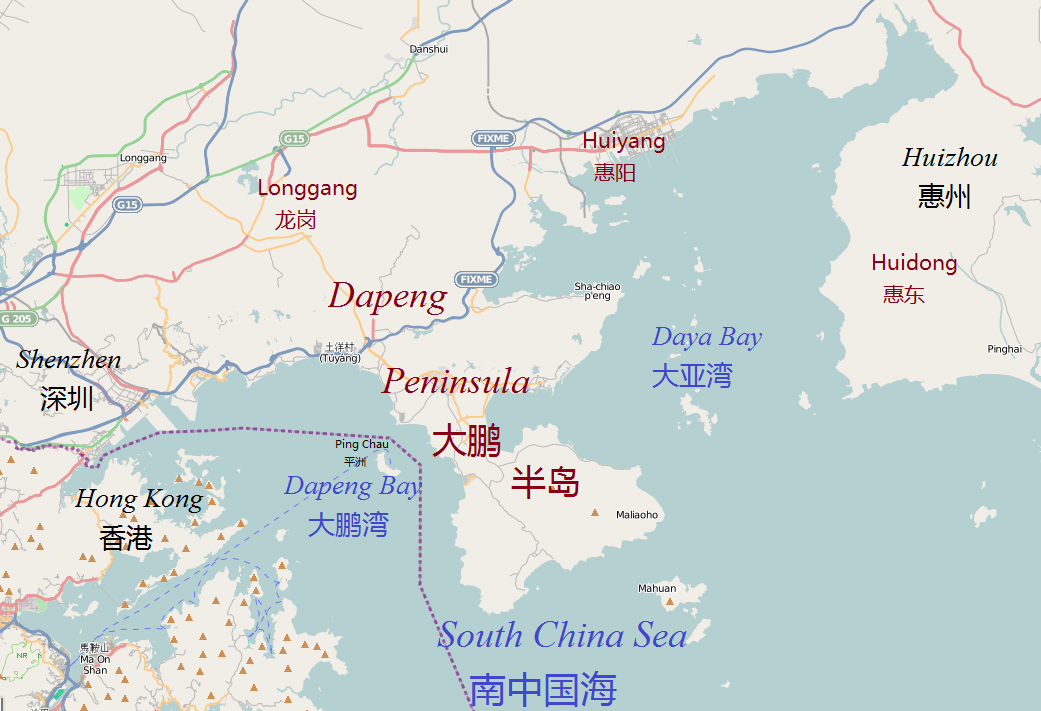
大鹏半岛

岭澳一期有两个核反应堆，950MWPWR岭澳I-1号和I-2号机组，是基于法国的900MW兆瓦的压水反应堆三个冷却回路设计，于2002年和2003年开始商业运营。
岭澳核电站主体工程于1997年5月15日正式开工。1号机组于2001年12月8日开始首次装料；2002年2月4日首次安全达到临界；2002年2月17日顺利完成汽轮机发电机组首次冲转试验，各项技术参数符合技术规范。在完成一系列调试试验后，1号机组于2002年2月26日成功并网发电，比原计划提前了48天。2002年5月28日商业运行。 
在岭澳二期阶段开发的两个CPR-1000反应堆，岭澳II-1号和II-2号（或者，3号和4号机组），是与阿海珐公司协同建造，基于法国的三个冷却回路设计。岭澳II-1号，中国的国内第一个CPR-1000核电站，首次连接到电网于2010年7月15日，临界测试开始于2010年6月11日，商业营運开始于2010年9月27日。岭澳II-2号被同步到电网于2011年5月3日，并且开始商业营運于2011年8月7日。

## 反应堆数据
| 机组        | 类型 | 型号    | 净功率  | 毛功率  | 热功率  | 始建       | 初次临界   | 并网       | 商转       | 注记   |
| ----------- | ---- | ------- | ------- | ------- | ------- | ---------- | ---------- | ---------- | ---------- | ------ |
| 岭澳一期    |      |         |         |         |         |            |            |            |            |        |
| 岭澳一期1号 | PWR  | M310    | 950 MW  | 990 MW  | 2905 MW | 1997-5-15  | 2002-02-04 | 2002-02-26 | 2002-05-28 | [ 8 ]  |
| 岭澳一期2号 | PWR  | M310    | 950 MW  | 990 MW  | 2905 MW | 1997-11-28 | 2002-08-27 | 2002-09-14 | 2003-01-08 | [ 9 ]  |
| 岭澳二期    |      |         |         |         |         |            |            |            |            |        |
| 岭澳二期1号 | PWR  | CPR1000 | 1007 MW | 1086 MW | 2905 MW | 2005-12-15 | 2010-06-09 | 2010-07-15 | 2010-09-15 | [ 10 ] |
| 岭澳二期2号 | PWR  | CPR1000 | 1007 MW | 1086 MW | 2905 MW | 2006-6-15  | 2011-02-25 | 2011-05-03 | 2011-08-07 | [ 11 ] |

## 历史事件
- 广东大亚湾核电站和岭澳核电站核安全委员会披露岭湾核电站在2016年5月24日发生一起根据国际核子事故评级评定为“零级”的事件，岭湾二期一名工人发现核电站一个警报系统被误关，随后立即重启警报系统，安全委员会被告知警报系统可能是在2016年2月的一次例行维护时被意外关闭。[12]
- 廣東省核應急委員會辦公室昨(2022年9月18日)通報一則有關嶺澳核電站的運行事件，根據國際核事件分級表，事件確定為0級偏差，對機組安全運行、員工健康、周邊公眾和環境沒有影響。發言人指，工作人員於17日進行定期例行試驗期間，發現嶺澳核電站4號機組其中一台為電站提供應急電源、平時應處於熱備用狀態的應急柴油機非預期啟動。工作人員隨即檢查該應急柴油機及相關的應急供電系統，並在核實無異常後，將該應急柴油機停運及回復至正常狀態。期間，機組一直處於安全運行狀態。[13]